# Championnat de Tanzanie de football 2012-2013
Navigation
Édition précédente Édition suivante
La saison 2012-2013 de Tanzanian Premier League est la 49e édition du Championnat de Tanzanie de football  et la 3e sous l'ère professionnelle. Le championnat oppose quatorze clubs tanzaniens et débute le 15 septembre 2012.
C'est le club de Young Africans FC qui remporte la compétition après avoir terminé en tête du classement, avec six points d'avance sur Azam FC et quinze sur le tenant du titre, Simba FC. Il s'agit du dix-neuvième titre de champion de Tanzanie de l'histoire du club.

## Équipes

### Participants et locations
Légende des couleurs
- Tour préliminaire de la Ligue des champions 2013
- Tour préliminaire de la Coupe de la confédération 2013
- Promu de Division 1

| Club            | Ville         | Stade                              | Capacité |
| --------------- | ------------- | ---------------------------------- | -------- |
| African Lyon    | Dar es Salaam | Karume Memorial Stadium            | 5 000    |
| Azam FC         | Dar es Salaam | Chamazi Stadium                    | 7 000    |
| Coastal Union   | Tanga         | Mkwakwani Stadium                  | 10 000   |
| JKT Mgambo      | Tanga         | Mkwakwani Stadium                  | 10 000   |
| JKT Oljoro      | Arusha        | Sheikh Amri Abeid Memorial Stadium | 20 000   |
| JKT Ruvu Stars  | Dodoma        | Jamhuri Stadium                    | 10 000   |
| Kagera Sugar    | Bukoba        | Kaitaba Stadium                    | 5 000    |
| Mtibwa Sugar    | Turiani       | Jamhuri Stadium                    | 10 000   |
| Polisi Morogoro | Morogoro      | Jamhuri Stadium                    | 10 000   |
| Prisons SC      | Mbeya         | Sokoine Stadium                    | 10 000   |
| Ruvu Shooting   | Coast         | Uhuru Stadium                      | 25 000   |
| Simba SC        | Dar es Salaam | Benjamin Mkapa National Stadium    | 60 000   |
| Toto African    | Mwanza        | Stade CCM Kirumba                  | 35 000   |
| Young Africans  | Dar es Salaam | Benjamin Mkapa National Stadium    | 60 000   |

## Compétition

### Classement
Le classement est établi sur le barème de points classique (victoire à 3 points, match nul à 1, défaite à 0). Pour départager les égalités, on tient d'abord compte de la différence de buts générale, puis du nombre de buts marqués, puis des confrontations directes.
| Rang | Équipe           | Pts | J  | G  | N  | P  | Bp | Bc | Diff |
| ---- | ---------------- | --- | -- | -- | -- | -- | -- | -- | ---- |
| 1    | Young Africans   | 60  | 26 | 18 | 6  | 2  | 47 | 14 | +33  |
| 2    | Azam FC          | 54  | 26 | 16 | 6  | 4  | 46 | 20 | +26  |
| 3    | Simba SCT        | 45  | 26 | 12 | 9  | 5  | 38 | 25 | +13  |
| 4    | Kagera Sugar     | 44  | 26 | 12 | 8  | 6  | 28 | 20 | +8   |
| 5    | Mtibwa Sugar     | 39  | 26 | 10 | 9  | 7  | 29 | 25 | +4   |
| 6    | Coastal Union    | 35  | 26 | 8  | 11 | 7  | 25 | 24 | +1   |
| 7    | Ruvu Shooting    | 32  | 26 | 8  | 8  | 10 | 23 | 27 | -4   |
| 8    | JKT Oljoro       | 29  | 26 | 7  | 8  | 11 | 22 | 28 | -6   |
| 9    | Prisons SCP      | 29  | 26 | 7  | 8  | 11 | 16 | 23 | -7   |
| 10   | JKT Ruvu Stars   | 29  | 26 | 8  | 5  | 13 | 22 | 39 | -17  |
| 11   | JKT MgamboP      | 28  | 26 | 8  | 4  | 14 | 17 | 27 | -10  |
| 12   | Polisi MorogoroP | 25  | 26 | 5  | 10 | 11 | 16 | 24 | -8   |
| 13   | Toto African FC  | 25  | 26 | 5  | 10 | 11 | 24 | 34 | -10  |
| 14   | African Lyon     | 19  | 26 | 5  | 4  | 17 | 16 | 39 | -23  |

|  | Qualification pour la Ligue des champions de la CAF 2014                                |
|  | Qualification pour la Coupe de la confédération 2014 et la Coupe Kagame inter-club 2014 |
|  | Relégation en deuxième division                                                         |
|  | T : Tenant du titre C : Vainqueur de la Coupe de Tanzanie P : Promu de D2               |

## Bilan de la saison
| Championnat de Tanzanie de football 2012-2013                        |                               |
| Champion                                                             | Young Africans FC (19e titre) |
| Qualifications continentales                                         |                               |
| Ligue des champions de la CAF 2014                                   | Young Africans FC             |
| Coupe de la confédération 2014                                       | Azam FC                       |
| Coupe Kagame inter-club 2014                                         | Azam FC                       |
| Promotions et relégations                                            |                               |
| Promus en Championnat de Tanzanie de football                        | Ashanti FC                    |
| Promus en Championnat de Tanzanie de football                        | Mbeya City FC                 |
| Promus en Championnat de Tanzanie de football                        | Rhino Rangers FC              |
| Relégués en Championnat de Tanzanie de football de deuxième division | Polisi Morogoro               |
| Relégués en Championnat de Tanzanie de football de deuxième division | Toto African FC               |
| Relégués en Championnat de Tanzanie de football de deuxième division | African Lyon FC               |